# Rafał Rosolski
Rafał Rosolski (ur. 27 maja 1991 r.) – polski kajakarz, medalista Letniej Uniwersjady (2013) i mistrzostw Europy (2016 i 2017), mistrz Polski, olimpijczyk z Rio de Janeiro (2016).

## Kariera sportowa
Był zawodnikiem Admiry Gorzów Wielkopolski, od grudnia 2012 reprezentuje barwy UKS Dojlidy Białystok.
Jego największymi sukcesami w karierze międzynarodowej są brązowy (2016) i srebrny (2017) medale mistrzostw Europy w konkurencji K-4 1000 m (w obu startach z Martinem Brzezińskim, Bartoszem Stabno i Norbertem Kuczyńskim). Na mistrzostwach Europy w 2016 zajął też 7. miejsce w konkurencji K-1 1000 m. Reprezentował Polskę na igrzyskach olimpijskich w 2016 (K-1 1000 m - 14 m.), mistrzostwach świata seniorów w 2010 (K-2 1000 m - 5 m.), 2013 (K-1 1000 m - 6 m.), 2015 (K-1 5000 m - 7 m.) i 2017 (K-1 5000 m - 10 m., K-2 1000 m - 8 m.)), mistrzostwach Europy w 2010 (K-1 5000 m - 12 m., K-4 1000 m - 9 m.), 2011 (K-1 5000 m - 5 m.), 2013 (K-1 1000 m - 7 m., K-4 1000 m - 6 m.), 2014 (K-1 1000 m - 7 m., K-4 1000 m - 8 m.).
Na Uniwersjadzie w 2013 zdobył srebrny medal w konkurencji K-4 1000 m i brązowy medal w konkurencji K-1 1000 m
Na mistrzostwach Polski seniorów zdobył 23 złote medale:
- K-1 500 m: 2014
- K-2 500 m: 2014, 2015, 2016
- K-1 1000 m: 2013, 2014, 2016, 2017, 2019, 2021, 2022, 2023, 2024
- K-2 1000 m: 2014, 2016, 2017, 2019
- K-4 500 m: 2018
- K-1 5000 m: 2020, 2021, 2022, 2023, 2024

W 2017 ożenił się z kajakarką Beatą Mikołajczyk.

## Wyniki
Wyniki finałów igrzysk olimpijskich i europejskich oraz mistrzostw świata i Europy.
| Rok  | Zawody               | Miejscowość      | Konkurencja | Czas      | Pozycja |
| ---- | -------------------- | ---------------- | ----------- | --------- | ------- |
| 2010 | Mistrzostwa Europy   | Trasona          | K-1 5000 m  | 21:14,909 | 12.     |
| 2010 | Mistrzostwa Europy   | Trasona          | K-4 1000 m  | 2:58,941  | 9.      |
| 2010 | Mistrzostwa świata   | Poznań           | K-2 1000 m  | 3:16,544  | 5.      |
| 2011 | Mistrzostwa Europy   | Belgrad          | K-1 5000 m  | 21:33,678 | 5.      |
| 2013 | Mistrzostwa Europy   | Montemor-o-Velho | K-1 1000 m  | 3:32,600  | 6.      |
| 2013 | Mistrzostwa Europy   | Montemor-o-Velho | K-4 1000 m  | 3:00,356  | 6.      |
| 2013 | Mistrzostwa świata   | Duisburg         | K-1 1000 m  | 3:47,94   | 6.      |
| 2014 | Mistrzostwa Europy   | Brandenburg      | K-1 1000 m  | 3:32,88   | 7.      |
| 2014 | Mistrzostwa Europy   | Brandenburg      | K-4 1000 m  | 3:00,33   | 8.      |
| 2015 | Mistrzostwa świata   | Mediolan         | K-1 5000 m  | 20:41,95  | 7.      |
| 2016 | Mistrzostwa Europy   | Moskwa           | K-1 1000 m  | 3:34,172  | 7.      |
| 2016 | Mistrzostwa Europy   | Moskwa           | K-1 5000 m  | DNS       | DNS     |
| 2016 | Mistrzostwa Europy   | Moskwa           | K-4 1000 m  | 2:53,440  | brąz    |
| 2017 | Mistrzostwa Europy   | Płowdiw          | K-4 1000 m  | 2:54,66   | srebro  |
| 2017 | Mistrzostwa świata   | Račice           | K-1 5000 m  | 21:51,19  | 10.     |
| 2017 | Mistrzostwa świata   | Račice           | K-2 1000 m  | 3:14,71   | 8.      |
| 2018 | Mistrzostwa Europy   | Belgrad          | K-2 1000 m  | 3:08,613  | 8.      |
| 2019 | Igrzyska europejskie | Mińsk            | K-1 1000 m  | 3:37,311  | 9.      |
| 2019 | Igrzyska europejskie | Mińsk            | K-1 5000 m  | 22:29,843 | 6.      |
| 2019 | Mistrzostwa świata   | Segedyn          | K-1 5000 m  | DNS       | DNS     |